# Vivianne Blanlot
Vivianne Blanlot (La Serena, 22 ottobre 1956) è un'economista e politica cilena.
Studiò economia alla Pontificia Università Cattolica del Cile. Nel 2006, fu nominata da Michelle Bachelet Ministro della Difesa. Fu inviata come rappresentante del Governo ai funerali di Augusto Pinochet dove subì i fischi a seguito del lutto per Pinochet. Nel marzo 2007 fu sostituita da Jose Goni Carrasco.